# Kathleen Fraser
Kathleen Fraser (29 de marzo de 1986) es una deportista canadiense que compitió en piragüismo en la modalidad de aguas tranquilas. Ganó dos medallas de oro en los Juegos Panamericanos, en los años 2011 y 2015.

## Palmarés internacional
| Juegos Panamericanos | Juegos Panamericanos | Juegos Panamericanos | Juegos Panamericanos |
| Año                  | Lugar                | Medalla              | Competición          |
| -------------------- | -------------------- | -------------------- | -------------------- |
| 2011                 | Guadalajara (México) | Medalla de oro       | K4 500 m             |
| 2015                 | Toronto (Canadá)     | Medalla de oro       | K4 500 m             |